# エラール

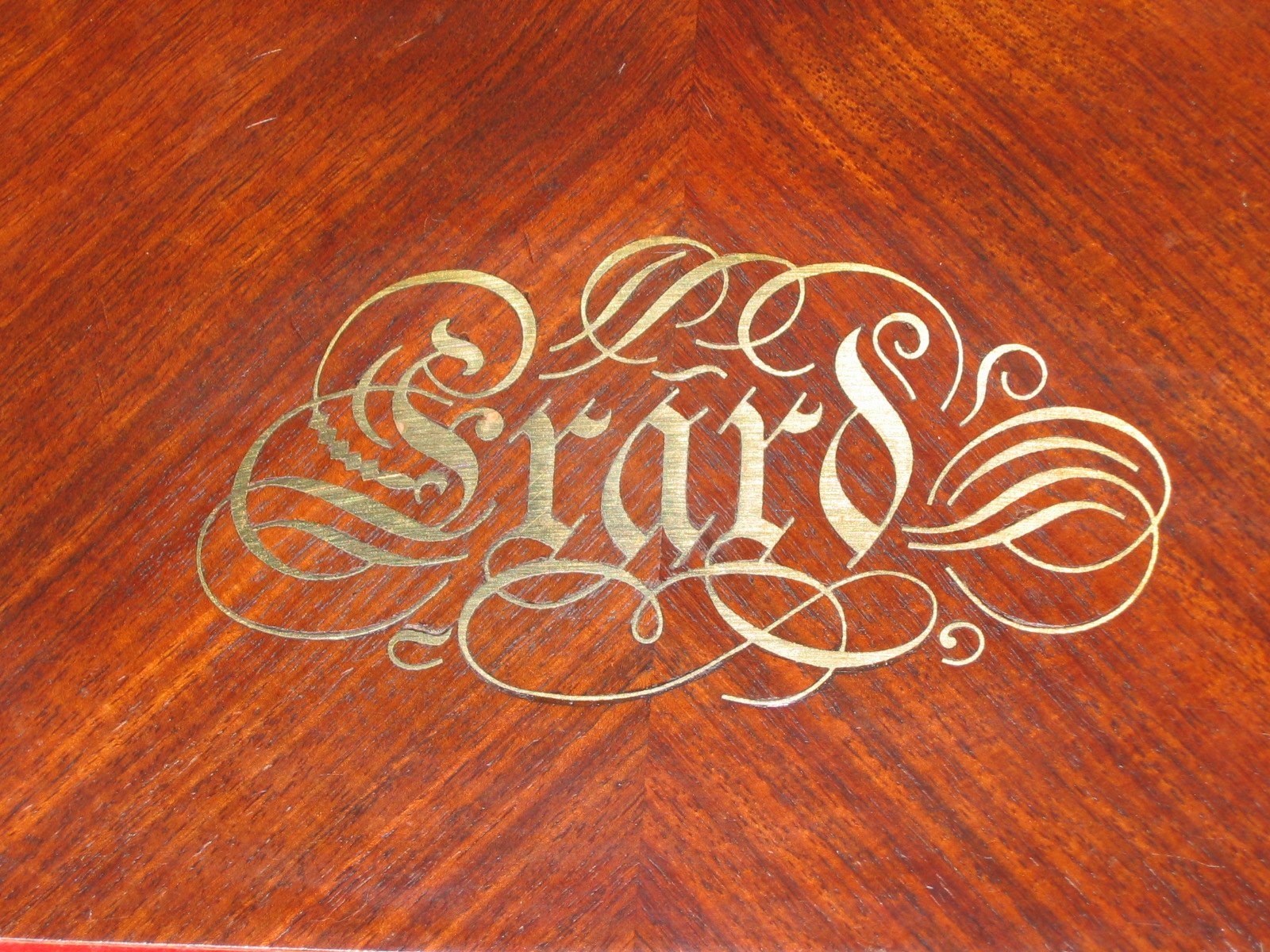
エラールの商標

エラール（仏: Érard）は、ピアノとハープを含む楽器のブランドである。名称は創業者のセバスチャン・エラール（1752年-1831年）とその甥のピエール・エラール（1796年-1855年）に由来する。

## 歴史

試験的なアクション機構。1790年頃に製造された初の3本弦ピアノの機構。

セバスチャン・エラールによって作られた最初のフォルテピアノは1777年に遡る。その後、セバスチャンはアクション機構に関する多数の特許を取得してピアノ自身を発明した。「ダブルエスケープメント」と不適切に呼ばれているこのシステム（1821年）によって、鍵盤が完全に上がりきるのを待たずに音を出すことができ、より速い演奏が可能となる。すぐに全てのグランドピアノがこの機構を採用した。セバスチャンはまた1808年に弦を留めるためのフレーム上のアグラフ（鋲）を考案した。1810年には、グランドピアノのペダルを考案した。
エラールはまた1810年にダブルアクションの7-ペダルハープを考案した。これによって全ての音、全ての調が演奏できるようになった。

## 会社
ブランドは19世紀末に頂点に達した。20世紀の始めにはエラールのピアノは衰退していった。何度かの名称の変更があり（Blondel & Cie、Guichard & Cieなど）、1960年に工房はガヴォーと合併した。
1800年製のNo. 28はハイドンが所有し、1803年製のNo. 133はベートーヴェン、1867年製のNo. 33932（38932に番号が付け直された）はヴェルディが所有した。リストやラヴェルといったその他の作曲家もエラールを所有していた。

## エラール家

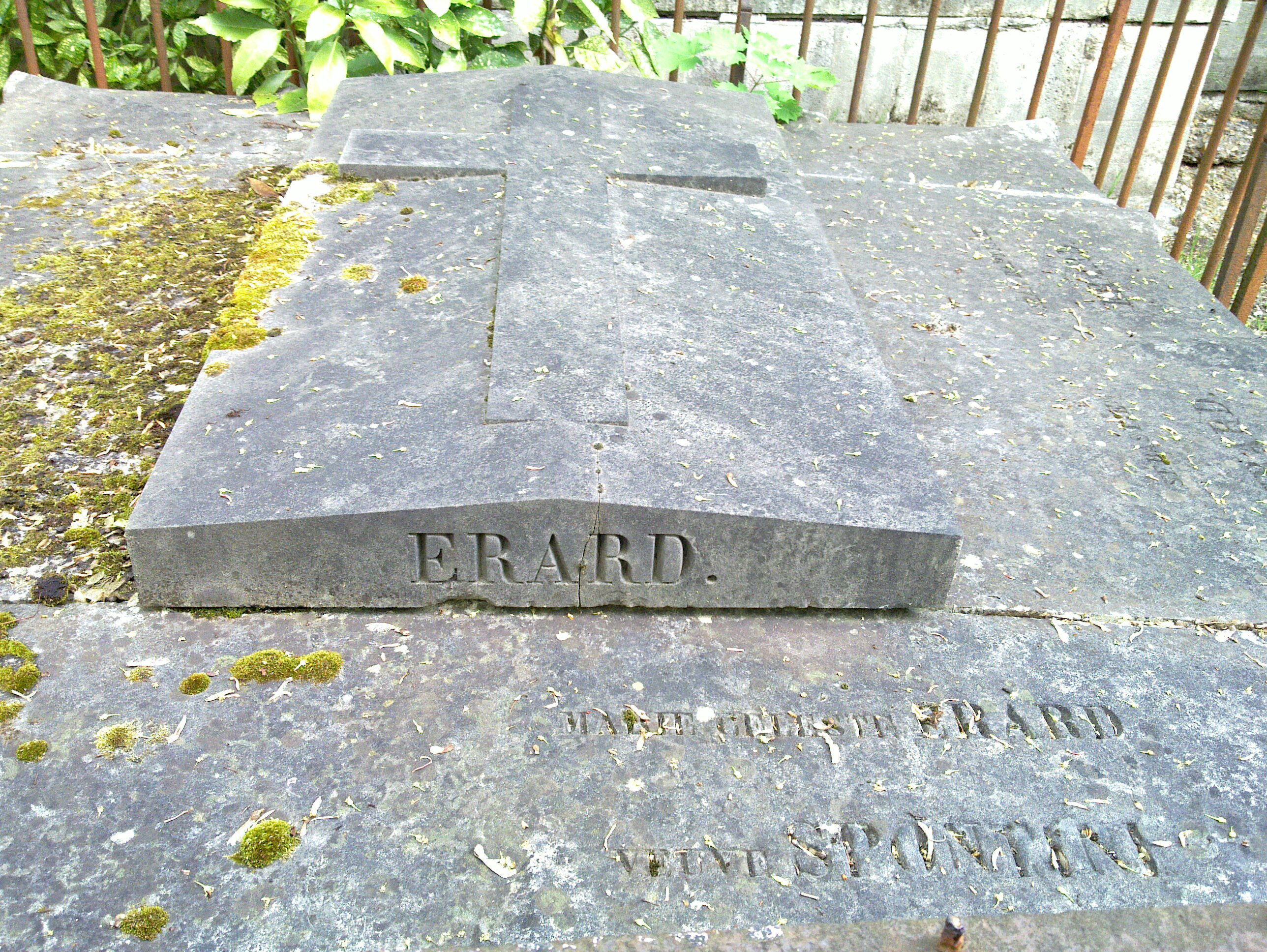
ペール・ラシェーズ墓地にあるエラール家の墓

- セバスチャン・エラール（1752年4月5日ストラスブール生まれ）
  - チェンバロの技師として
  - 1777年に最初のピアノ（スクエア・ピアノ）を製造
  - 創業のために兄のジャン・バティストと協力した
  - 最初のチェンバロ形のピアノを1790年に製造
  - 革命時にはロンドンへ移住
  - 1796年にパリで新会社を設立
  - 1831年没
- ジャン・バティスト・エラール（1750年-1826年）、セバスチャンの兄
- ピエール・エラール（1796年-1855年）、セバスチャンの甥、ロンドン工房の長
- 1823年に「ダブルエスケープメント」の特許を取得

## 製品
- ダイアトニック・ハープ
- スクエア・ピアノ（初期）
- アップライトピアノ

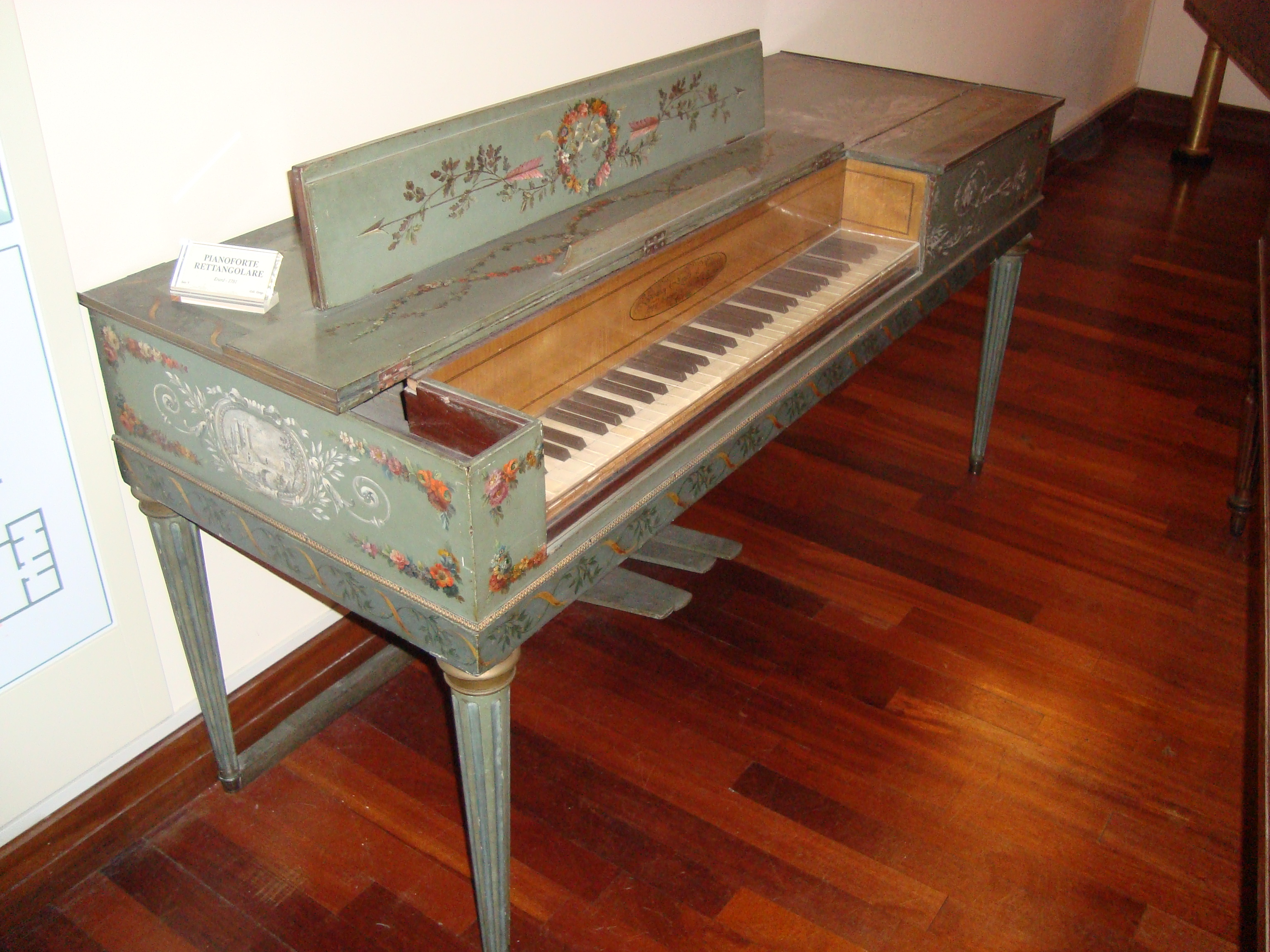
セバスチャン・エラールによる1781年製スクエア・ピアノ。ローマ国立楽器博物館所蔵。

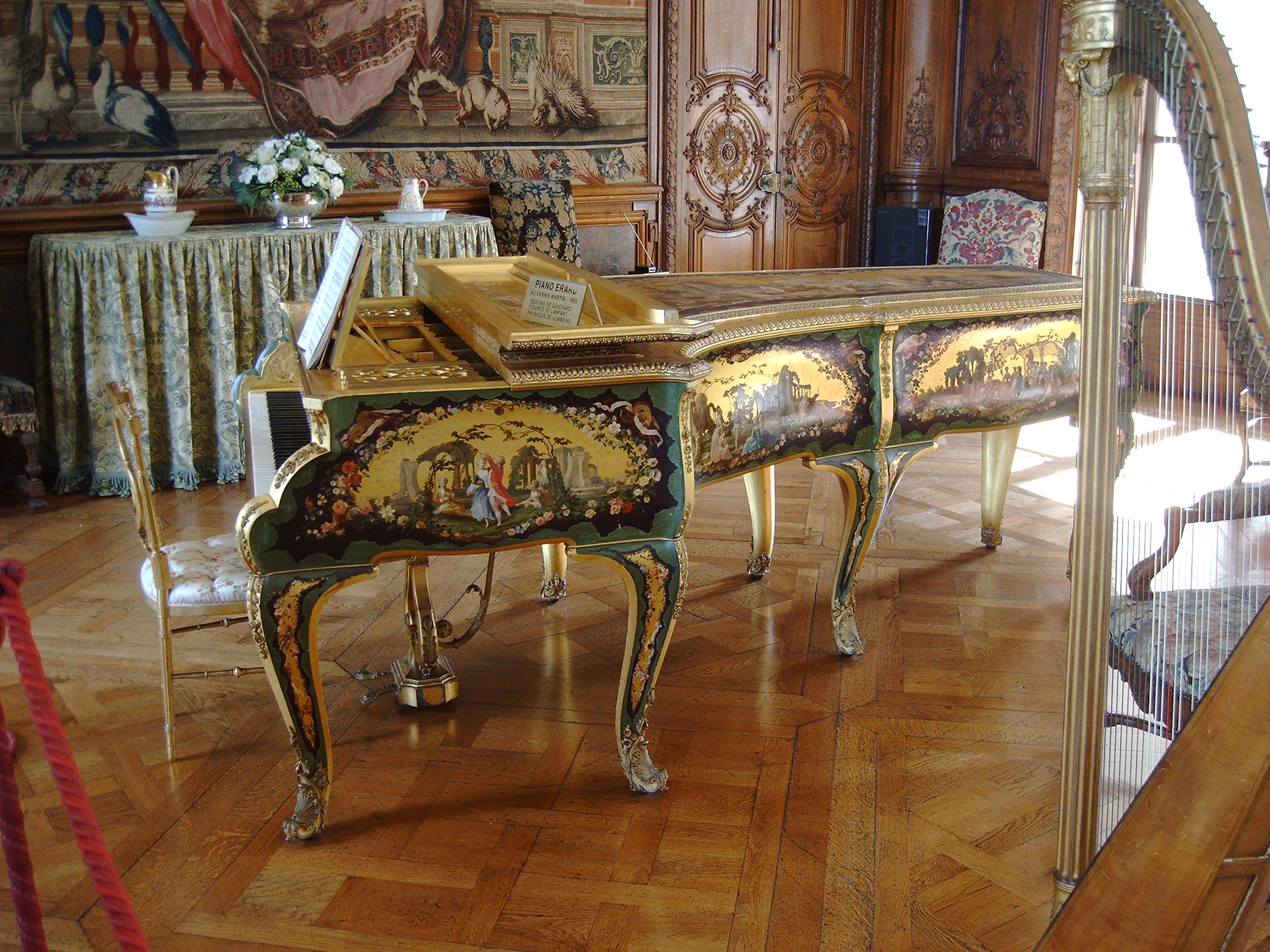
ヴェルニ・マルタン仕上げのエラールピアノ。1835年製。ビジー城所蔵。

- 様々な長さの平行弦ピアノ、1920年代まで製造
- 交差弦ピアノ、モデル00（コンサートグランド、"ヒキガエル"）から0（ベビーグランド、"ゼロ"）まで。

## 技術
エラールは長年独自のピアノ機構を発展させた。エラールの機構は二股に分かれたハンマーシャンクで容易に識別できる。これらの機構は調節に細心の注意を要することが知られている。

## 逸話
- 運送屋は「平行弦ピアノ」をその軽さから「フルート」と呼ぶのに対して、「ゼロ」はその形状から「キャレ  le carré」（フランス語で四角）という仇名が付けられている。
- ダブルアクションハープの開発に関して、エラールは著名で風変わりなハープ奏者・作曲家のボクサに特に助けを受けた。